# Cabane des Dix
La cabane des Dix est un refuge de montagne des Alpes pennines situé à 2 928 m d'altitude dans le canton du Valais, en Suisse.

## Caractéristiques

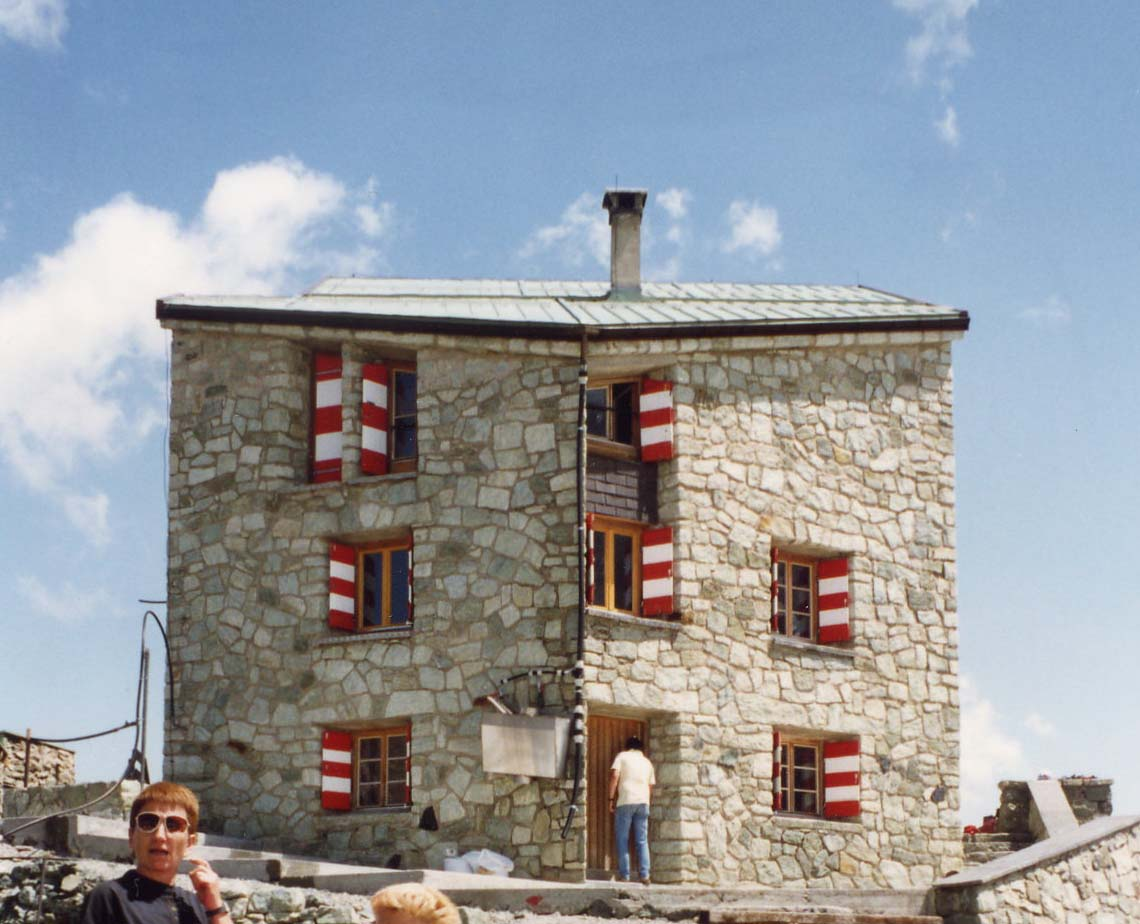
La cabane des Dix.

La cabane est située au sud d'Arolla dans le val des Dix, partie supérieure du val d'Hérémence à proximité du mont Blanc de Cheilon,.
La cabane est une étape classique sur la Haute Route Chamonix-Zermatt qui se parcourt à ski pendant la période hivernale.
Elle est la propriété de la section Monte Rosa Sion du Club alpin suisse (CAS).

## Histoire
Le 30 août 1908, est inaugurée la cabane des Dix, construite en bois par la section Monte Rosa du Club alpin suisse et œuvre de l'architecte Alphonse de Kalbermatten. Elle était alors située sur la rive gauche du glacier de Cheilon à 2 640 m d’altitude. En 1928, elle est démontée pour être reconstruite au sommet de la tête Noire (2 928 m). En 1936, une nouvelle cabane en pierre est construite. En 1978, cette dernière est agrandie. Depuis, des travaux de rénovations ont permis d'améliorer le confort de la cabane des Dix,.

## Accès
L'accès se fait :
- en 4 h 30 à partir du village d'Arolla par le col de Riedmatten ou par le pas de Chèvres (échelles) ;
- en 4 h 30 à partir du barrage de la Grande-Dixence.

## Ascensions
- Pigne d'Arolla (3 787 m), voie normale.
- La Ruinette (3 875 m).
- Mont Blanc de Cheilon (3 870 m) par le col de Cheilon (voie normale) ou par l'arête nord-nord-ouest (arête Gallet)[8].
- La Luette (3 548 m).